# Time is turning

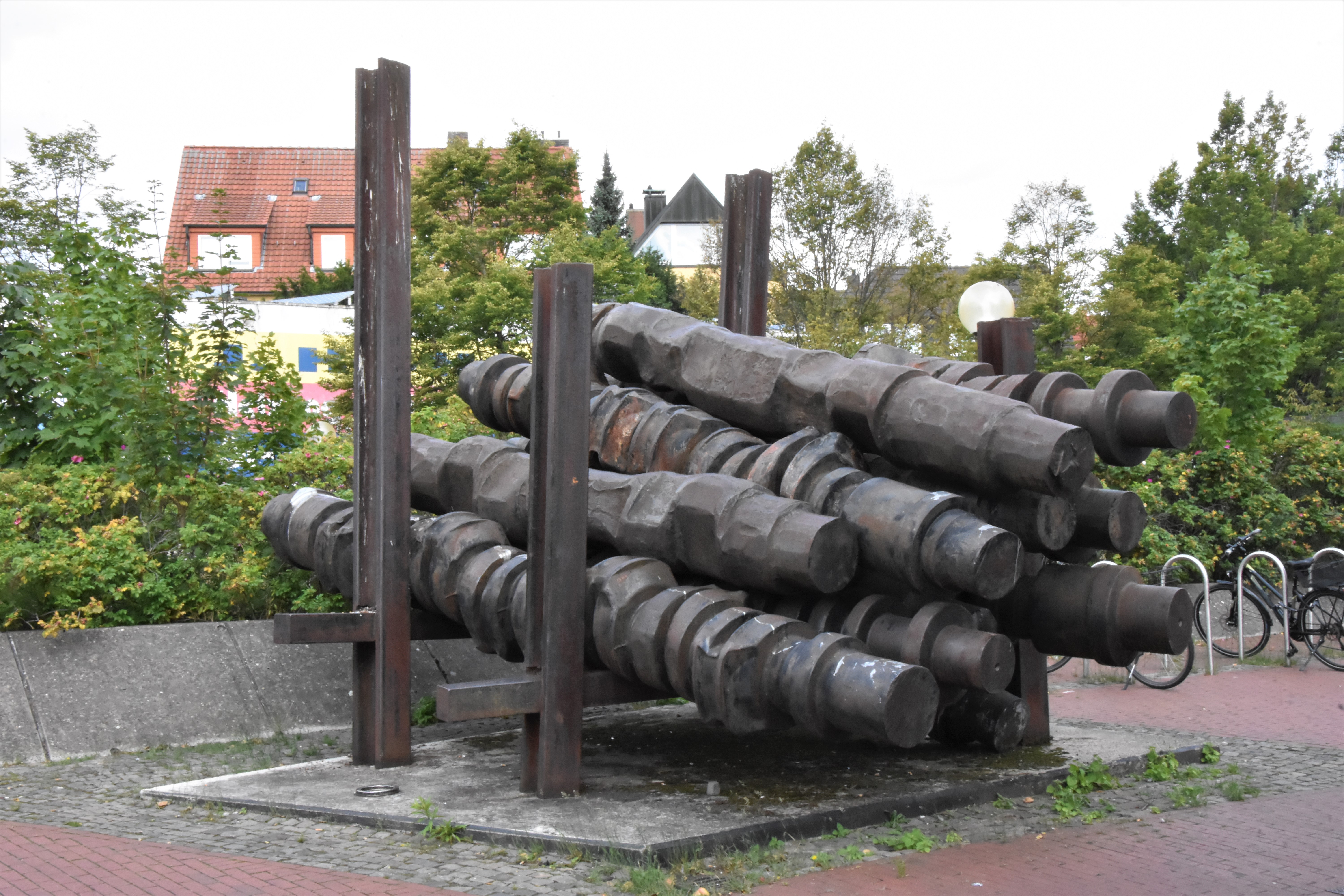
„Time is turning“ im Vitihof

Time is turning ist ein 65 Tonnen schweres und fünf Meter hohes Kunstwerk von Hans-Jürgen Breuste. Er schuf es 1991 aus Großmotorkurbelwellen und massiven Stahlträgern, ehe es 1992 im Gerberhof in Osnabrück aufgestellt wurde. Der Titel des Kunstwerkes soll auf die Wandlung der Stadt nach der Stilllegung des Stahlwerks 1989 hinweisen, bei der viele Arbeitsplätze in der Stadt verloren gingen. Zwar wandelten sich die Stadt zu einem modernen Dienstleistungszentrum, jedoch ist sie nach wie vor stark industriell geprägt.
Das Kunstwerk wurde nach einer Ausschreibung durch das Verfahren Kunst am Bau, welches Breuste gewann, geschaffen. Es besteht aus elf massiven Kurbelwellen, wie sie einst im Osnabrücker Stahlwerk hergestellt wurden. Die Kurbelwellen sind auf einem schiefen Gestell aus Industriestahlträgern gelagert.

## Kontroversen
Schon bald nach seiner Aufstellung wurde das Kunstwerk Ziel von Anfeindungen und Vandalismus durch Farbschüttung, da es sich im Spannungsverhältnis zwischen moderner und traditioneller bzw. volkstümlicher Kunst befindet. Bei der Aufstellung wurde es von Kritikern gar als Schrotthaufen betitelt.